# Ryszard Liskowacki
Ryszard Liskowacki (ur. 12 lipca 1932 w Warszawie, zm. 16 grudnia 2006 w Szczecinie) – polski pisarz, dramaturg, poeta, dziennikarz i publicysta.

## Życiorys
W czasie wojny należał do Szarych Szeregów. Uczestniczył w powstaniu warszawskim jako łącznik. 
Od 1945 do 1954 mieszkał w Krasnymstawie, gdzie w 1952 zdał maturę. Debiutował jako pisarz w 1951 r. Jest autorem ponad 40 książek, w tym wielu przeznaczonych dla młodzieży. 
Od 1954 roku był związany ze Szczecinem. W latach 1961–1963 był kierownikiem literackim Teatru Lalek Pleciuga, a w latach 1963-64 szczecińskich teatrów dramatycznych. Od 1959 roku należał do PZPR, a latach 1963–1973 był członkiem Komitetu Wojewódzkiego PZPR w Szczecinie. W latach 1968–1971 redaktor naczelny szczecińskiego ośrodka TVP, później członek redakcji kilku pism, m.in. miesięcznika Spojrzenia, Kultury, Morza i Ziemi, którego był założycielem i redaktorem naczelnym. Członek i działacz Związku Literatów Polskich, wieloletni prezes oddziału szczecińskiego. Jego sztuki m.in. Umierają dobrzy ludzie, Brzeg, Rzut karny wystawiał Teatr Współczesny w Szczecinie i Teatr Telewizji. 
Dwukrotnie otrzymał nagrodę literacką WRN w Szczecinie za całokształt twórczości, dwukrotnie wyróżnienie Ministra Obrony Narodowej (w 1969 za sztukę Brzeg i w 1973 za zbiór opowiadań Kto grzeszył). W czasach PRL był odznaczony m.in.: Krzyżem Oficerskim Orderu Odrodzenia Polski, Złotym i Srebrnym Krzyżem Zasługi, Medalem 30-lecia Polski Ludowej, Medalem 40-lecia Polski Ludowej (1984), odznaką Zasłużony Działacz Kultury.
Pochowany na cmentarzu Centralnym w Szczecinie (kwatera 20a).

## Twórczość (wg katalogu Biblioteki Narodowej)

### Książki
- (1956) [Poezje], Szczecin
- (1959) Lądy bez tajemnic, Wydawnictwo Poznańskie
- (1960) Po tamtej stronie życia, Lubelska Spółdzielnia Wydawnicza
- (1960) Powrót do piekła, Wydawnictwo Poznańskie
- (1961) Granice pamięci, Wydawnictwo Poznańskie
- (1962) Koniec próby : powieść, Wydawnictwo Poznańskie
- (1962) Więc przekora : wiersze, Wydawnictwo Poznańskie
- (1963) Dzień siódmy i znowu pierwszy, Wydawnictwo Poznańskie
- (1966) Powrót z tamtego brzegu, Wydawnictwo Poznańskie
- (1970) Nokaut nie kończy walki, Wydawnictwo Poznańskie
- (1971) A może po skarby? Wydawnictwo Poznańskie
- (1971) Teraz, zawsze, nigdy, Wydawnictwo Poznańskie
- (1973) Kto grzeszył : opowiadania, Wydawnictwo Śląsk
- (1976) Ballady okrutne
- (1977) Z pamiętnika podchorążego Czapli : opowiadania wybrane, Wydawnictwo Poznańskie
- (1978) Gestapo na progu, Wydawnictwo Poznańskie
- (1978) Kto zdobędzie sztandar, Wydawnictwo Poznańskie
- (1978) Uratować człowieka, Wydazwnictwo Poznańskie
- (1978) Wielki pożar, Wydawnictwo Poznańskie
- (1979) Łapanka, Wydawnictwo Poznańskie
- (1979) Śpiewaj gdy smutno, Wydawnictwo Poznańskie
- (1979) Kto jest zdrajcą, Wydawnictwo Poznańskie
- (1979) Pierwszy pistolet, Wydawnictwo Poznańskie
- (1980) Zdobycie wilczego gniazda, Wydawnictwo Poznańskie
- (1980) Śmierć czyha w ruinach, Wydawnictwo Poznańskie
- (1980) Uratowane skarby, Wydawnictwo Poznańskie
- (1980) Walka z bandą Łysego, Wydawnictwo Poznańskie
- (1981) Zabijane darowane, Wydawnictwo Ministerstwa Obrony Narodowej
- (1981) Z dalekiej wyprawy, Wydawnictwo Poznańskie
- (1981) Żywot wieczny, Wydawnictwo Poznańskie
- (1982) Czujne sny,   Spółdzielnia Wydawniczo-Handlowa „Książka i Wiedza”
- (1983) Brzeg : poemat o bitwie nad Odrą, Krajowa Agencja Wydawnicza
- (1984) Bez dedykacji, Państwowy Instytut Wydawniczy
- (1985) Historia dłuższa niż wojna, Wydawnictwo Poznańskie
- (1996) Moje grzechy : wiersze, Szczecin „Albatros”

Cykl – My z Marymontu
- (1972) My z Marymontu : powieść dla młodzieży, ilustracje Antoni Uniechowski, Wydawnictwo Poznańskie
- (1975) Z zielonych ulic na barykadę : powieść dla młodzieży, ilustracje Szymon Kobyliński, Wydawnictwo Poznańskie
- (1978) Wracamy do domu, ilustracje Szymon Kobyliński, Wydawnictwo Poznańskie

Jako całość opublikowane po raz pierwszy w 1981 roku. 
Cykl – Związek Sprawiedliwych
- (1962) Związek Sprawiedliwych : powieść dla młodzieży, Wydawnictwo Lubelskie
- (1965) Przygody ośmiu sprawiedliwych : powieść dla młodzieży, Wydawnictwo Lubelskie
- (1966) Wódz Sprawiedliwych : powieść dla młodzieży, Wydawnictwo Lubelskie

Jako całość opublikowane po raz pierwszy w 1971 roku przez Wydawnictwo Poznańskie. 
Cykl – Wodzu wyspa jest twoja
- (1965) Wodzu, wyspa jest twoja
- (1966) Powrót na wyspę

Jako całość opublikowane po raz pierwszy w 1968 roku.